# Hospital de San Juan de Dios (Linares)
El hospital de San Juan de Dios fue un edificio histórico de la ciudad española de Linares.

## Historia
Sobre unas casas donadas en 1713, la Orden Hospitalaria de San Juan de Dios fue levantando un hospital, entre 1745, mientras entre 1755 y 1769 se levantó su iglesia. El recinto se le desamortizo a la Orden en 1835, sirviendo como hospital hasta que este se trasladó en 1848 al Convento de San Francisco. Más tarde sería colegio,y actualmente palacio de Justicia de Linares.